# Lophogobius bleekeri
Lophogobius bleekeri és una espècie de peix de la família dels gòbids i de l'ordre dels perciformes.

## Morfologia
- Els mascles poden assolir 2,9 cm de longitud total.[1][2]

## Hàbitat
És un peix de clima tropical i demersal.

## Distribució geogràfica
Es troba al Pacífic occidental: Malàisia i Papua Nova Guinea.

## Observacions
És inofensiu per als humans.